# Lokufjall
Lokufjall är ett berg i republiken Island. Det ligger i regionen Höfuðborgarsvæði, 17 km norr om huvudstaden Reykjavík. Toppen på Lokufjall är 411 meter över havet.
Runt Lokufjall är det tätbefolkat, med 397 invånare per kvadratkilometer. Närmaste större samhälle är Reykjavik, omkring 18 kilometer söder om Lokufjall. Trakten runt Lokufjall består i huvudsak av gräsmarker.